# 木本花音
木本花音（日语：木本 花音、1997年8月11日—）是日本女藝人，為女子偶像團體SKE48 Team E前成員，曾兼任HKT48 Team KIV成員，愛知縣出身，所屬經紀公司為KNOCKOUT。

## 來歷
- 2010年9月30日 - SKE48第4期生選拔合格。
- 2010年11月17日 - 成為了SKE48的第四張單曲『1！2！3！4！ 請多指教！』的選拔成員，這也是她個人第一次成為選拔成員。
- 2010年12月6日 - 隨著Team E的結成，從研究生升格，成為了SKE48的正式成員。
- 2011年1月1日、在元旦公演中与E组成员首次站在SUNSHINE STUDIO的舞台上，和金子栞一起担任中心位置。
- 2011年2月16日、AKB48的20th单曲「變成櫻花樹」中的C/W「偶然的十字路」，成为under girl的一员，初次以AKB48的名义参加，而且是中心位置。
- 2012年6月6日 - 「AKB48第27張單曲選拔總選舉」（AKB48 27thシングル選抜総選挙〜ファンが選ぶ64議席〜）中 获得5,982票,56位 並成為Future girls 的一員 也許下願望-來年要進入選拔組
- 2012年9月18日舉行的「AKB48第29張單曲選拔猜拳大會」得到前16名，成為選抜成員。
- 2013年6月8日舉行的「AKB48第32張單曲選拔總選舉」（AKB48 32ndシングル選抜総選挙 〜夢は一人じゃ見られない〜）中 获得21,385票,31位 並成為Under girls 的一員
- 2014年6月7日舉行的「AKB48第37張單曲選拔總選舉」 （AKB48 37thシングル選抜総選挙 夢の現在地～ライバルはどこだ？～）中 獲得16,022票,50位 並成為Future girls 的一員
- 2017年10月27日，在SKE48 Team E的劇場公演上宣布畢業[1]。
- 2017年12月1日，結束以SKE48一員從事的活動，正式從SKE48畢業。
- 2021年5月31日，宣布引退

## 人物
- 公演的口號是，取代了之前的由SKE中最年長的成員佐藤實繪子幫忙想出來的「音音音音加油音♪kyaha 我是國中1年級13歲的木本花音！！」（のんのんのんのんがんばるのん♪キャハ　中学1年生13歳の木本花音です！！）。
- 喜歡的食物是餃子（在『AKBと××!』中正式出演名为「饺子のん之吃饺子のん」美食节目的担当者 ，主要介绍关西美味的饺子。）[2]，其次是剌身（特別是八爪魚）和日本茶。
- 小學時期為籃球部所屬成員。

### 性格・興趣
- 為人友善[3] 。
- 性格很温柔（自评）。舞蹈是其弱项。
- 興趣：觀賞足球比賽（名古屋鯨魚粉絲）。
- 對運動、學習[4]、跳舞[5]都不太拿手。在『週刊AKB』的企劃--「運動神經No1決定戰」中，於出場的48人中的倒數第4名，排第45位。

### 選拔曲
SKE48單曲
- 《1！2！3！4！ 請多關照！》（1!2!3!4! ヨロシク!）單曲唱片收錄曲：
  - 《1！2！3！4！ 請多關照！》：以選拔成員身份參與演唱。
  - 《青春好難為情》（青春は恥ずかしい）：以紅組名義參與。
  - 《請讓我在你身邊》（そばにいさせて）
- 《萬歲Venus》（バンザイVenus）單曲唱片收錄曲：
  - 《萬歲Venus》：以選拔成員身份參與演唱。
- 《翡翠色的沙灘裙》（パレオはエメラルド）單曲唱片收錄曲：
  - 《翡翠色的沙灘裙》：以選拔成員身份參與演唱。
  - 《不會停止的煙花》（花火は終わらない）：選擇8（セレクション8）名義參與。
  - 《積木的時間》（積み木の時間）
- 《Okey Dokey》（オキドキ）單曲唱片收錄曲：
  - 《Okey Dokey》：以選拔成員身份參與演唱。
  - 《初戀的平交道》（初恋の踏切）
  - 《來唱吧，我們的校歌》（歌おうよ、僕たちの校歌）：選擇8（セレクション8）名義參與。
- 《單戀Finally》（片思いFinally）單曲唱片收錄曲：
  - 《單戀Finally》：以選拔成員身份參與演唱。
  - 《沉默寡言月》（寡黙な月）：選擇8（セレクション8）名義參與。
  - 《今天之前的事、今後的事》（今日までのこと、これからのこと）
- 《I love you 我愛你！》（アイシテラブル!）單曲唱片收錄曲：
  - 《I love you 我愛你！》：以選拔成員身份參與演唱。
- 《接吻可是左撇子》（キスだって左利き）單曲唱片收錄曲：
  - 《接吻可是左撇子》：以選拔成員身份參與演唱。
- 《巧克力的奴隶》（チョコの奴隷）單曲唱片收錄曲：
  - 《巧克力的奴隶》：以選拔成員身份參與演唱。
- 《美麗的閃電》（美しい稲妻）單曲唱片收錄曲：
  - 《美麗的閃電》：以選拔成員身份參與演唱。
  - 《莎啦啦的日曆》（シャララなカレンダー）：Team E 名義參與。
  - 《來組建樂隊吧》（バンドをやろうよ）：魔法樂隊（マジカルバンド）名義參與。
- 《贊成卡哇伊！》（賛成カワイイ!）單曲唱片收錄曲：
  - 《贊成卡哇伊！》：以選拔成員身份參與演唱。
  - 《道路為什麼繼續下去？》（シャララなカレンダー）：愛知豐田選拔（愛知トヨタ選抜）名義參與。
  - 《一直一直在前的今天》（ずっとずっと先の今日）：精選18（セレクション18）名義參與。
- 《未來是什麼？》（未来とは?）單曲唱片收錄曲：
  - 《未來是什麼？》：以選拔成員身份參與演唱。
  - 《GALAXY of DREAMS》：GALAXY of DREAMS 名義參與。
  - 《想要約你見面》（待ち合わせたい）：Team E 名義參與。

SKE48專輯
- 《不會忘記這天的鐘聲》（この日のチャイムを忘れない）專輯唱片收錄曲：
  - 《1！2！3！4！ 請多關照！》：以選拔成員身份參與演唱。
  - 《萬歲Venus》：以選拔成員身份參與演唱。
  - 《翡翠色的沙灘裙》：以選拔成員身份參與演唱。
  - 《Okey Dokey》：以選拔成員身份參與演唱。
  - 《單戀Finally》：以選拔成員身份參與演唱。
  - 《蜜蜂女孩》（みつばちガール）：以Team E身份參與演唱。
  - 《馬尾與髮圈》（ポニーテールとシュシュ）：以Team E身份參與演唱。
  - 《鬧情緒的雨夜……》（拗ねながら、雨…）：以選擇8（セレクション8）名義參與。

AKB48單曲
- 《變成櫻花樹》（桜の木になろう）單曲唱片收錄曲：
  - 《偶然的十字路》（偶然の十字路）：以Under Girls成員身份參與演唱。(雙Center)
- 《飛翔入手》（フライングゲット）單曲唱片收錄曲：
  - 《野菜占卜》（野菜占い）：以野菜シスターズ2011成員身份參與演唱。
- 《風正在吹》（風は吹いている）單曲唱片收錄曲：
  - 《你的背影》（君の背中）：以Under Girls成員身份參與演唱。
- 《GIVE ME FIVE!》單曲唱片收錄曲：
  - 《NEW SHIP》：以Special Girls A成員身份參與演唱。
- 《仲夏的Sounds good!》（真夏のSounds good !）單曲唱片收錄曲：
  - 《仲夏的Sounds good!》：以選拔成員身份參與演唱。
- 《格子花紋》（ギンガムチェック）單曲唱片收錄曲：
  - 《Show fight!》：以Future Girls的成員身份參與演唱。
- 《UZA》單曲唱片收錄曲：
  - 《下一個Season》（次のSeason）：以Future Girls的成員身份參與演唱。
- 《永遠的壓力》（永遠プレッシャー）單曲唱片收錄曲：
  - 《永遠的壓力》：以選拔成員身份參與演唱。
  - 《逞強的時鐘》（強がり時計）- 以SKE48成員身份參與。
- 《So long!》單曲唱片收錄曲：
  - 《Waiting room》：以Under Girls的成員身份參與演唱。
- 《再見自由式》（さよならクロール）單曲唱片收錄曲：
  - 《再見自由式》：以選拔成員身份參與演唱。
- 《戀愛的幸運餅乾》（恋するフォーチュンクッキー）單曲唱片收錄曲：
  - 《想了一下愛的定義》（愛の意味を考えてみた）：以Under Girls的成員身份參與演唱。
- 《真心電流》（ハート・エレキ）單曲唱片收錄曲：
  - 《快速與動體視力》（快速と動体視力）：以Under Girls的成員身份參與演唱。
- 《倘若在梧桐樹什麼的》（鈴懸なんちゃら）單曲唱片收錄曲：
  - 《Escape》- 以SKE48成員身份參與。
- 《勇往直前》（前しか向かねえ）單曲唱片收錄曲：
  - 《比起昨天更喜歡你》（昨日よりもっと好き）：以Smiling Lions的成員身份參與演唱。
- 《拉布拉多尋回犬》（ラブラドール・レトリバー）單曲唱片收錄曲：
  - 《拉布拉多尋回犬》（ラブラドール・レトリバー）：以選拔成員身份參與演唱。

AKB48專輯
- 《就是在這裡》（ここにいたこと）專輯唱片收錄曲：
  - 《就是在這裡》（ここにいたこと）：此首為大合唱。
- 《1830m》專輯唱片收錄曲：
  - 《在曾經看見的海底》（いつか見た海の底）：以Up-and-coming girls的成員身份參與演唱。
  - 《藍天 不會寂寞嗎？》（青空よ 寂しくないか?）：此首為大合唱。
- 《未來軌跡》（次の足跡）專輯唱片收錄曲：
  - 《Stoic美學》（Stoicな美学）：與 市川美織、 大場美奈、 宮脇咲良、 矢吹奈子、 藪下柊、 渡辺麻友
  - 《破爛藍調》（ぽんこつブルース）：以馬路須加學園3的成員身份參與演唱。

## 参加的组合曲(Unit)
- Team E 1st Stage 「睡衣兜風」（パジャマドライブ）公演
  - 《天使的尾巴》 (天使のしっぽ) ：與柴田阿彌和上野圭澄
- Team E 2nd Stage 「引體後空翻」（逆上がり）公演
  - 《任性的流星》 (わがままな流れ星)：與柴田阿彌
- Team E 3rd Stage 「我的太陽」（僕の太陽）公演
  - 《我 朱麗葉與雲霄飛車》 (僕とジュリエットとジェットコースター) ：與水埜帆乃香和宮前杏実

## 出演

### 綜藝節目
- AKB和××!(2011年4月21日．5月19日．6月17日．7月21日．8月18日、讀賣電視台)
- 去吧戀48(2011年7月3日．10日．17日．24日．31日、神奈川電視台)
- 週刊AKB(2011年6月24日．7月1日、東京電視台）
- SKE48的Idol×Idol（2010年12月7日・14日、中京電視台）

### 电视剧
- 中学生日记 保健室的初恋
- 马路须加学园2 （真假学园2）- 第5话・第6话・最终话
- 马路须加学园3 （真假学园3）主演之一 （2012年7月13日首播） - （逗你玩） 役